# Thesium afghanicum
Thesium afghanicum är en sandelträdsväxtart som beskrevs av Radovan Hendrych. Thesium afghanicum ingår i släktet spindelörter, och familjen sandelträdsväxter. Inga underarter finns listade i Catalogue of Life.